# Nikołaj Dimow
Nikołaj Dimow (bg. Николай Димов) – bułgarski zapaśnik walczący w stylu klasycznym. Brązowy medalista mistrzostw świata w 1977; czwarty w 1978. Wicemistrz Europy w 1978. Trzeci na uniwersjadzie w 1981 roku.